# Медаль «За любовь к Отечеству»
За любовь к Отечеству — две российские наградные медали.
Чеканились в виде медали для Земского войска и как Ополченский крест.

## История и вручение медали
Учреждена 9 февраля 1813 года решением императора России Александра I с целью награждения крестьян Московской губернии, участвовавших в партизанском движении в ходе Отечественной войны 1812 года. Награждение ею было оформлено как разовое «всемилостивейшее высочайшее пожалование» группе поименно названных крестьян. По представлению московского градоначальника Ф. В. Ростопчина к награде были представлены 27 крестьян из Бронницкого, Верейского, Волоколамского, Звенигородского и Можайского уездов Московской губернии. Вручение производилось 25 мая 1813 года в Москве лично Ф. В. Ростопчиным. Так как двое крестьян не дожило до церемонии вручения, фактически было вручено 25 медалей, две оставшиеся были отправлены на Монетный двор на переплавку.

## Описание медали

### Медаль Земскому войску
На аверсе медали (лицевой стороне) помещены погрудное, обращенное вправо профильное изображение Александра I и дуговая надпись: «Александръ I Имп. Всеросс.», на обрезе шеи портрета латинским шрифтом дана подпись главного медальера Санкт-Петербургского монетного двора К. Леберехта. На реверсе (оборотной стороне) — внутри дубового венка, перевитого сверху и снизу лентами, надпись в пять строк: «За любовь къ Отечеству 1812». Медаль была изготовлена из серебра, диаметр — 28 мм; сверху медали — ушко для ношения. Эта медаль предназначалась для ношения на груди на Владимирской муаровой ленте.
Из-за того, что награждение состоялось лишь единожды и награждены были всего 25 человек, медаль «За любовь к Отечеству» чрезвычайно редка. В подлинниках её имеют лишь Государственный Исторический музей в Москве и Государственный Эрмитаж (в Государственном Эрмитаже имеются три медали, но две из них отчеканены без ушка, а следовательно, являются либо пробными оттисками, либо, что более вероятно, экземплярами, изготовленными на Монетном дворе подлинными штемпелями, но в более позднее время по заказам коллекционеров).

#### Ополченский крест
Лицевая сторона: четырехконечный с уширенными концами крест, с изображением в верхнем конце под императорской короной вензеля Императора Александра I и словами — ЗА, правом конце — ВЕРУ и нижнем конце —и Царя. Оборотная сторона гладкая. Длина и ширина креста 2, 5/8 дюйма.

## Изображения медалей

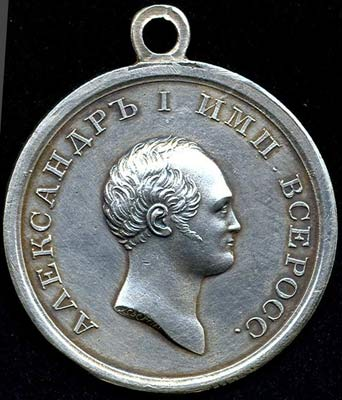
Аверс
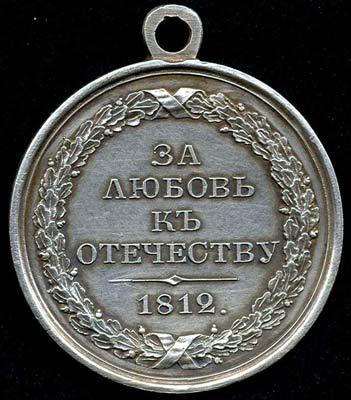
Реверс